# ستيوارت كروفت
ستيوارت كروفت (بالإنجليزية: Stuart Croft)‏ هو لاعب كرة قدم بريطاني، ولد في 12 أبريل 1954 في أشينغتون ‏ في المملكة المتحدة. لعب مع نادي بورتسموث ونادي يورك سيتي وهال سيتي.